# Benjamin Waterhouse Hawkins
Pour les articles homonymes, voir Waterhouse et Hawkins.
Benjamin Waterhouse Hawkins, né à Londres le 8 février 1807 et mort le 27 janvier 1894, est un sculpteur, illustrateur et naturaliste britannique. Il est connu pour avoir réalisé des représentations de dinosaures de taille réelle ainsi que des squelettes accompagné et conseillé par Richard Owen qui lui, réalisait ses modèles avec des vrais ossements. Il a réalisé entre autres les dinosaures de Crystal Palace à Londres. 
Il a été membre de la Royal Society of Arts en 1846, de la Linnean Society of London en 1847 et de la Geological Society of London en 1854.